# 南伊勢線
南伊勢線（みなみいせせん）は国鉄伊勢線と伊勢市駅間に計画された鉄道路線（未成線）。通常は国鉄南伊勢線と称する。当初は臨海線とも呼ばれている。

## 概要
計画では津市高茶屋で四日市 - 津間の新線（国鉄伊勢線）と参宮線伊勢市駅を結び、津市、松阪市、伊勢市等の臨海部を経由する約35kmの路線としている。鉄道敷設法別表第75号の3に規定される予定線。
1962年（昭和37年）4月に行われた衆議院運輸委員会および参議院運輸委員会での運輸省説明では「この地方には近畿日本鉄道がほぼ並行して営業しているが、標準軌に統一したため、（狭軌である）国鉄との貨車の受授が不可能となり、貨物営業を廃止したので、周辺の工業地帯に出入する貨物に対する輸送対策として重要な路線となる。」としている。

## 沿革
1962年（昭和37年）に開かれた鉄道建設審議会で「南伊勢線」が予定線に編入される（同時に伊勢線が予定線から建設線に昇格、南島線が予定線に編入されている。当時、三重県選出の参議院議員斎藤昇が運輸大臣に就任していたことが影響したといわれている。）。
これを受けて、津市、松阪市、伊勢市、三雲村、明和町、小俣町、御薗村の3市4町などで「国鉄南伊勢線建設促進期成同盟会」を発足させ、早期の建設着手を中央に働きかけることを決議した。
しかし、伊勢線沿線の工業開発計画は四日市ぜんそくに端を発して猛反対に遭い、第1次オイルショックもあってやがて頓挫してしまい、南伊勢線の建設自体も凍結されてしまった。これが後に伊勢線の利用者数低迷、特定地方交通線指定による第三セクター鉄道への転換の遠因となる。

### 年表
- 1962年（昭和37年）3月28日、29日 - 東京で開催された鉄道建設審議会で「南伊勢線」が予定線に編入される[2][3]。
- 1962年（昭和37年）5月12日 - 鉄道敷設法別表に「七十五ノ三 三重県津附近ヨリ松阪ヲ経テ伊勢ニ至ル鉄道」（南伊勢線）が追加され[8]、本路線を建設する法的根拠ができる。
- 1962年（昭和37年）6月5日 - 国鉄南伊勢線建設促進期成同盟会が松阪市で発足する[5][6]。
- 1967年（昭和42年）11月24日 - 国鉄南島線新設促進期成同盟会と合同で「国鉄南島線・南伊勢線早期建設促進大会」を伊勢市で開催する[9][10]。
- 1987年（昭和62年）4月1日 - 鉄道敷設法廃止。本路線を建設する法的根拠がなくなる。